# Belagerung von Karak (1187–1188)
Montgisard – Jakobsfurt – Karak (I) – Cresson – Karak (II) – Hattin – Jerusalem – Tyrus – Belvoir
Die Belagerung von Karak fand im Rahmen der Eroberung des Königreichs Jerusalem durch die Ayyubiden unter Sultan Saladin vom Mai 1187 bis November 1188 statt. Die Burg Karak hielt anderthalb Jahre der Belagerung stand und wurde schließlich gegen freies Geleit an die Ayyubiden übergeben.

## Vorgeschichte
Die östlich des Toten Meeres gelegenen Burg Karak bildete damals das Zentrum der Herrschaft Oultrejordain. Die Burg war erst 1140 errichtet worden und wirkte als Schutzschild für die inneren Gebiete des Königreichs Jerusalem. Zudem lag sie an einem strategisch wichtigen Karawanenweg von Syrien nach Ägypten und Arabien.
Seit 1176 war Rainald von Châtillon Herr von Karak und Oultrejordain. Dieser verübte trotz geschlossener Waffenstillstandsvereinbarungen mit den Muslimen immer wieder Überfälle auf muslimische Karawanen und unterhielt sogar eine Piratenflotte im Roten Meer, die Angriffe auf Pilgerschiffe auf dem Weg nach Mekka durchführte. Saladin belagerte darauf daraufhin 1183 und erneut 1184 Karak, musste die Belagerung aber beide Male abbrechen und sich zurückziehen, als die Burg vom versammelten Heer des Königs von Jerusalem entsetzt wurde.
Im Frühling 1187 zog Saladin sein Heer zu einer erneuten Offensive gegen die Kreuzfahrer zusammen. Ende März 1187 sammelte er seine Truppen bei Bosra und unternahm in den folgenden Wochen Vorstöße nach Oultrejordain, zunächst um die Kreuzfahrer von Überfällen auf die von der jährlichen Haddsch zurückkehrenden Pilgerkarawanen abzuschrecken. Im April stieß Saladin mit seinem Heer nach Oultrejordain vor, wo er sich mit einem weiteren Heer vereinte, das sein Bruder al-Adil aus Ägypten herangeführt hatte. Saladins Truppen überfielen und plünderten daraufhin die Besitzungen der Kreuzfahrer in Oultrejordain. Parallel hatte Saladins Sohn al-Afdal ein weiteres Heer in Damaskus gesammelt und unternahm Ende April mit seiner Vorhut einen Vorstoß über den Jordan nach Galiläa, wo er am 1. Mai 1187 ein kleines Heer der Kreuzfahrer in der Schlacht von Cresson aufrieb, bevor er sich wieder zurückzog. Saladin zog daraufhin mit seinem Hauptheer nordwärts nach Aschtara am See Genezareth, wo er sich mit dem Heer al-Afdals zusammenschloss, und ließ al-Adil mit einem Teil des ägyptischen Heeres in Oultrejordain zurück. Dieser ließ dort insbesondere die beiden bedeutenden Burgen der Region, Karak und Montreal, belagern. Das Kommando über die Abteilung, die Karak belagerte, erhielt Sa’d al-Din Kamshaba, ein Mamluk, der einst unter Schirkuh gedient hatte und inzwischen mit einer Tochter al-Adils verheiratet war.

## Die Belagerung
Die Garnison der Burg Karak verfügte beim Eintreffen der Belagerer über ausreichende Vorräte und war im Schutz der starken Wehranlagen der Burg bereit und in der Lage, einer langen Belagerung standzuhalten. Die Burg war mit steilen Böschungen auf einem Bergsporn gelegen und damals nur über zwei kleine Pforten zugänglich, die zudem mit einem 20 bis 25 Meter breitem Graben mit Zugbrücke geschützt waren. Die Burg war insofern einzig auf das einigelnde Überdauern optimiert und für größere Ausfälle nicht angelegt. Die ayyubidischen Angreifer verfügten wahrscheinlich über keinerlei Belagerungsmaschinen wie Katapulte, für Belagerungstürme war die Burg ohnehin unzugänglich und beschränkten sich daher darauf, einen Blockadering um die Burg anzulegen und die Garnison auszuhungern.
Zwischenzeitlich überquerte Saladin Ende Juni den Jordan und stellte am 4. Juli 1187 das versammelte Heer der Kreuzfahrer in der Schlacht bei Hattin, in der er diesen eine vernichtende Niederlage zufügte. Der König von Jerusalem, Guido von Lusignan, sowie die meisten seiner Barone und Ritter, und ein Großteil der waffenfähigen Männer waren in muslimische Gefangenschaft geraten oder getötet worden. Der Herr von Karak und Oultrejordain, Renaud de Châtillon, wurde in der Schlacht gefangen genommen und anschließend von Saladin persönlich hingerichtet. Dessen Stiefsohn und Erbe Humfried IV. von Toron war ebenfalls bei Hattin in Gefangenschaft geraten. Dessen Mutter Stephanie von Milly befand sich in Jerusalem, als diese Stadt zwölftägiger Belagerung an Saladin übergeben wurde und erreichte bei diesem, dass ihr Sohn gegen das Versprechen, dass Karak und Montreal an Saladin übergeben werden, freigelassen. Die Garnisonen von Karak und Montreal waren allerdings derart entschlossen, dass sie die Einladung ihres Herren ablehnten und die Verteidigung aufrechterhielten. Stephanie von Milly sandte ihren Sohn daraufhin pflichtschuldig zu Saladin zurück, der ihn später ohne Lösegeld frei ließ.
Mit dem Sieg bei Hattin war für die Belagerer das Risiko des baldigen Eintreffens eines christlichen Entsatzheeres entfallen. Anders als noch bei den Belagerungen von 1183 und 1184 unternahmen sie deshalb keine verlustreichen Versuche, den Burggraben aufzufüllen, sondern konnten sich die Zeit nehmen, relativ risikoarm mit dem Aushungern der Garnison fortzufahren. Diese kapitulierte schließlich im November 1188 und erhielt freies Geleit in die verbliebenen christlichen Städte an der Mittelmeerküste (wie Tyrus oder Tripolis).
Von christlicher Seite wird berichtet, dass die Verteidiger im Laufe der Belagerung aus Lebensmittelmangel gezwungen waren, sämtliche in der Burg befindlichen Tiere, nach Pferden und Maultieren auch Hunde und Katzen, zu essen und ihre Kinder und Frauen im Tausch gegen Nahrungsmittel in die Sklaverei der Belagerer auslieferten. Al-Adil sei vom Mut der Verteidiger so beeindruckt gewesen, dass er die Frauen und Kinder anlässlich der Kapitulation zurückbrachte und frei ließ. Ein Teil der Garnison soll in Karak geblieben und zum Islam konvertiert sein; das gegenüber der Festung gelegene Dorf hieß noch im 20. Jahrhundert al-Franj (der Franke) und man trifft dort bis heute nicht selten auf blond- oder rothaarige Kinder.

## Bedeutung und Folgen
Mit dem Fall von Karak und schließlich dem Fall von Montreal, das noch bis Mai 1189 standhielt, war die strategisch wichtige Region von Oultrejordain endgültig für die Kreuzfahrer verloren. Die kleineren Burgen der Region, wie Vaux Moise, waren inzwischen auch gefallen. Die Burg fiel nahezu unbeschädigt und nur unter geringen Verlusten an die Ayyubiden, die sich damit die Kontrolle über den Landweg zwischen Ägypten und Syrien nachhaltig sicherten. Die Kreuzfahrer konnten die Region auch in folgenden Kreuzzügen nicht zurückerlangen.